# Ilaheva Fluctus
L'Ilaheva Fluctus è una struttura geologica della superficie di Venere.